# Alkylbenzole
Die Alkylbenzole sind Abkömmlinge des Benzols, bei dem ein oder mehrere Wasserstoffatome nur durch Alkylgruppen unterschiedlicher Größe ausgetauscht werden. Sie sind eine Untergruppe der aromatischen Kohlenwasserstoffe. Der einfachste Vertreter ist das Toluol, bei dem ein Wasserstoffatom des Benzols durch eine Methylgruppe ersetzt wurde.
| Beispiele von Alkylbenzolen                                                                                   | Beispiele von Alkylbenzolen                               | Beispiele von Alkylbenzolen | Beispiele von Alkylbenzolen |
| --- | --------------------------------------------------------- | --------------------------- | --------------------------- |
| Stammverbindung Benzol                                                                                        | Alkylbenzole                                              |                             |                             |
| ≡ Benzol | Toluol Xylole (o-, m-, p-Xylol) Ethylbenzol Cumol p-Cymol |                             |                             |
| Anm.: Die Strukturformeln von aromatischen Verbindungen werden meist in nur einer mesomeren Form dargestellt. |                                                           |                             |                             |

Je nach Art, Anzahl und Eigenschaften der Substituenten können weitere Untergruppen gebildet werden.
- Die häufigsten und bekanntesten aromatischen Kohlenwasserstoffe Benzol, Toluol, Ethylbenzol und Xylol fasst man mit der Gruppe der BTEX-Aromaten zusammen.
- Die methylsubstituierten Benzole leiten sich vom Benzol ab, bei dem ein oder mehrere Wasserstoffatome durch eine Methylgruppe ersetzt werden.
- Als C2-Benzole, C3-Benzole, C4-Benzole usw. bezeichnet man jeweils eine Gruppe von Verbindungen, bei denen Benzol mit einer jeweils festen Anzahl weiterer Kohlenstoffatome nur in Form von Alkylresten substituiert ist.

Eine Übersicht bietet die Kategorie Alkylbenzol.